# Tommy Marten
Thomas „Tommy“ William Henry Marten (niederländisch Thomas Willem Henri Marten, * 19. Februar 1857 in Surakarta; † Dezember 1911 in Banyuwangi) war ein niederländisch-englischer Fußballspieler. Während seiner aktiven Fußballkarriere, in der es in Europa überwiegend weiße und einheimische Spieler gab, war Marten mit seiner Herkunft eine Seltenheit.

## Karriere und Leben
Tommy Marten wurde 1857 in Surakarta geboren, einer Stadt auf Java, die damals zu Niederländisch-Indien gehörte und heute ein Teil von Indonesien ist. Seine Eltern waren ein englischer Schifffahrtskaufmann namens Elliott John Marten und die ethnische Chinesin Oeij Sieuw Nio, die zu dieser Zeit unverheiratet waren und erst 1877 die Ehe schlossen. Als Einzelkind wurde Tommy für seine Ausbildung nach England geschickt, wo er ein Internat in Bath besuchte. Er war dort ein aktiver Sportler, spielte unter anderem Cricket für die Schule und war außerdem Preisträger im Kunstfach.
Die erste Erwähnung, dass er Fußball spielte, war für den FC Parkgrove gegen Hamilton Academical im Oktober 1876, als er in einer von Andrew Watson angeführten Mannschaft das Tor hütete. In der Anfangszeit des Fußballsports gab es nur sehr wenige Spielberichte, in denen vollständige Mannschaften aufgeführt waren, aber er wurde in weiteren Spielen im Jahr 1877 gegen Third Lanark und den FC Queen’s Park erwähnt. Mit Parkgrove erreichte er das Viertelfinale des schottischen Pokals, bevor er dem späteren Sieger Vale of Leven unterlag. Parkgrove stellte mit seinem Team in dieser Zeit – neben Tommy Marten, Andrew Watson, Robert Walker und Thomas Britten – mit mehreren Spielern eine Mannschaft, die ethnisch vielfältiger war als jede andere schottische in den nächsten hundert Jahren.
Im Jahr 1879 kehrte Marten nach Java zurück. Er verbrachte den Rest seines Lebens in der Stadt Banyuwangi an der Ostküste Javas, wo er ein erfolgreicher Handels- und Schifffahrtsagent war und den Fährdienst nach Bali leitete. Er starb 1911 unverheiratet im Alter von 55 Jahren.